# Civiltà micenea
La civiltà micenea è una civiltà di origine indoeuropea, fiorita nella Grecia continentale durante la tarda età del bronzo (1600-1100 a.C.), contraddistinta dalla lingua micenea, la più antica varietà di lingua greca attestata. La civiltà prende il nome dalla città di Micene e fu coniata da Heinrich Schliemann nel suo libro Mycenae, del 1878. Successivamente, l'espressione fu adottata dai principali studiosi dell'Egeo del Bronzo.
Tipica di questa civiltà è la scrittura Lineare B, anche se le tavolette non danno alcuna indicazione intorno a come queste popolazioni si chiamassero. Alcune tavolette ittite paiono riferite ad essi come Ahhiyawa.
Per lungo tempo Micene è stata ritenuta una sorta di capitale della Grecia dell'epoca, mentre al giorno d'oggi si tende a considerarla alla stregua degli altri regni continentali greci e cretesi, spesso in lotta tra loro ma sostanzialmente autonomi. Pilo per esempio sembra l'unica che si sia dovuta preparare per un'invasione e che questa difesa sia stata organizzata in maniera autonoma e indipendente dagli altri centri, come evidenziato dalle numerose tavolette in lineare B colà trovate. Detto questo Tebe è l'unica città menzionata direttamente in tutti gli archivi (Cnosso, Pilo, Micene e la stessa Tebe): sembra quindi che abbia esercitato un ruolo politico molto importante, come peraltro traspare anche dal fatto di essere al centro di numerosi e fondanti miti panellenici (fondata da Cadmo che fa conoscere la scrittura agli uomini; luogo di nascita di Ercole, Dioniso e Demetra; la storia di Edipo e del ciclo tebano dei Sette e degli Epigoni).

## Caratteristiche

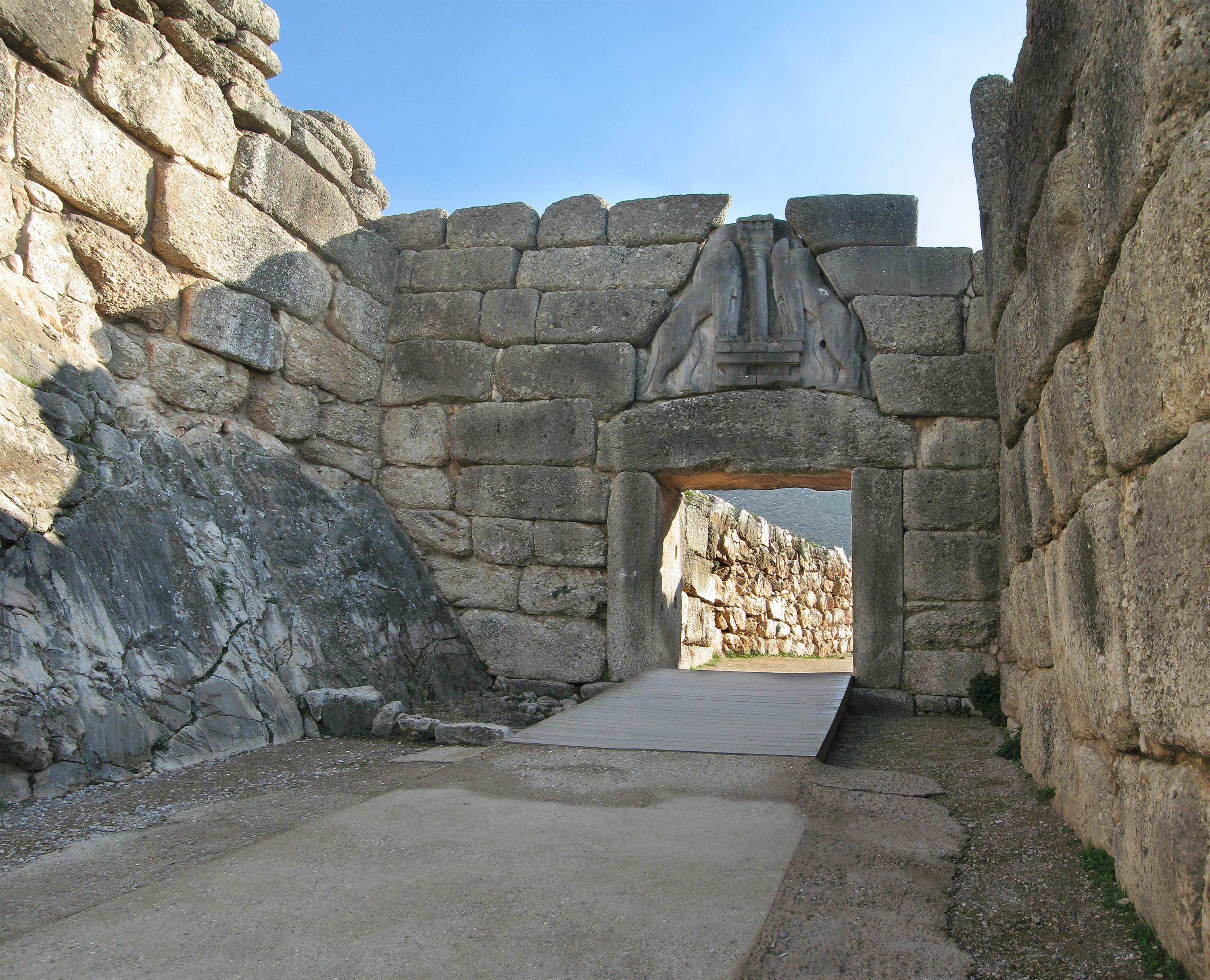
La porta dei Leoni, l'ingresso principale di Micene.

Nel Neolitico l'Epiro era popolato da marinai lungo la costa e da pastori e cacciatori dei Balcani che portavano con sé la lingua proto-greca. Queste persone seppellivano i loro capi in grandi tumuli contenenti tombe a pozzo. Camere funerarie simili furono successivamente utilizzate dalla civiltà micenea, suggerendo che i fondatori di Micene potrebbero provenire dall'Epiro e dall'Albania centrale. L'Epiro stesso rimase culturalmente arretrato durante questo periodo, ma resti micenei sono stati trovati in due santuari religiosi di grande antichità nella regione: l'Oracolo dei Morti sul fiume Acheronte, familiare agli eroi dell'Odissea di Omero, e l'Oracolo di Zeus a Dodona, a cui Achille pregò nell'Iliade.
La civiltà micenea (da Micene, città dell'Argolide che si riteneva avere maggiore rilievo rispetto alle altre città micenee) ebbe origine e si evolse dalle società e dalla cultura dei periodi dell'Antico e Medio elladico nella Grecia continentale. Emerse attorno al 1600 a.C., quando la cultura elladica nella Grecia continentale si trasformò sotto le influenze della civiltà minoica di Creta.
La civiltà micenea era dominata da un'aristocrazia guerriera che estese il proprio controllo anche a Creta, il centro della civiltà minoica (la quale era stata indebolita dall'eruzione di Santorini). La forma di scrittura minoica, chiamata Lineare A, finora non ancora decifrata, fu adattata dai micenei a un'arcaica forma di greco andando a creare la scrittura Lineare B, quasi del tutto decifrata da Ventris e Chadwick nel 1952.
Non solo i Micenei sconfissero i Minoici, ma secondo successive leggende elleniche essi espugnarono Troia, presentata nell'epica come una città-stato rivale. Siccome l'unica prova della conquista è l'Iliade di Omero e altri testi ricchi di mitologia, l'esistenza di Troia e la storicità della guerra di Troia sono incerte. Nel 1876, l'archeologo tedesco Heinrich Schliemann scoprì delle rovine a Hisarlik, nell'Asia Minore occidentale (odierna Turchia), che fu successivamente confermato costituissero l'antica Troia.
I Micenei seppellivano i loro nobili in tombe dette a thòlos, grandi camere sepolcrali circolari, con un'alta copertura a volta e un passaggio d'entrata dritto rivestito con pietra, di solito decorate con oro, argento e bronzo. Spesso seppellivano pugnali o altri equipaggiamenti militari con il defunto. I nobili erano seppelliti frequentemente con maschere dorate, diademi, armature e armi ingioiellate. I Micenei venivano seppelliti in posizione seduta, e alcuni nobili si sottoponevano alla mummificazione, mentre gli eroi omerici Achille e Patroclo non venivano seppelliti ma cremati, secondo l'usanza dell'età del ferro (o degli Ittiti), e onorati con un'urna d'oro invece che con maschere dorate.
Sostanzialmente anche questa civiltà, come quella minoica di Creta, ebbe come centro politico, sociale, religioso ed economico il palazzo, ma a differenza dei palazzi minoici, quello miceneo era cinto da grandi e robuste mura, note come "ciclopiche" per le dimensioni. Ancora oggi è possibile trovare traccia delle fortificazioni nelle città di Argo, Micene e Tirinto.
I manufatti micenei sono stati ritrovati ben oltre i limiti del mondo miceneo: in particolare le spade micenee hanno raggiunto la Georgia e il Caucaso.

## Epoche

Affresco che ritrae una donna micenea, (1300 a.C. circa)

Da una prospettiva cronologica, il periodo del tardo elladico (TE, 1550-1060 a.C.) fu l'epoca in cui la Grecia micenea fiorì, sotto le nuove influenze minoiche da Creta e dalle Cicladi. Sulle ceramiche del TE si hanno talvolta iscrizioni in Lineare B. Il periodo TE è diviso sulla base della datazione dei reperti ceramici in I, II e III; di cui I e II si sovrappongono al Tardo Minoico e il III lo supera. Il TE III è ulteriormente suddiviso in IIIA, IIIB e IIIC. Di seguito la datazione dei periodi:
1. Tardo elladico antico o epoca palaziale: dal 1600 a.C. al 1400 a.C.
2. Tardo elladico medio o fase neo palaziale: dal 1400 a.C. al 1200 a.C.
3. Tardo elladico avanzato: dal 1200 a.C. al 1000 a.C.

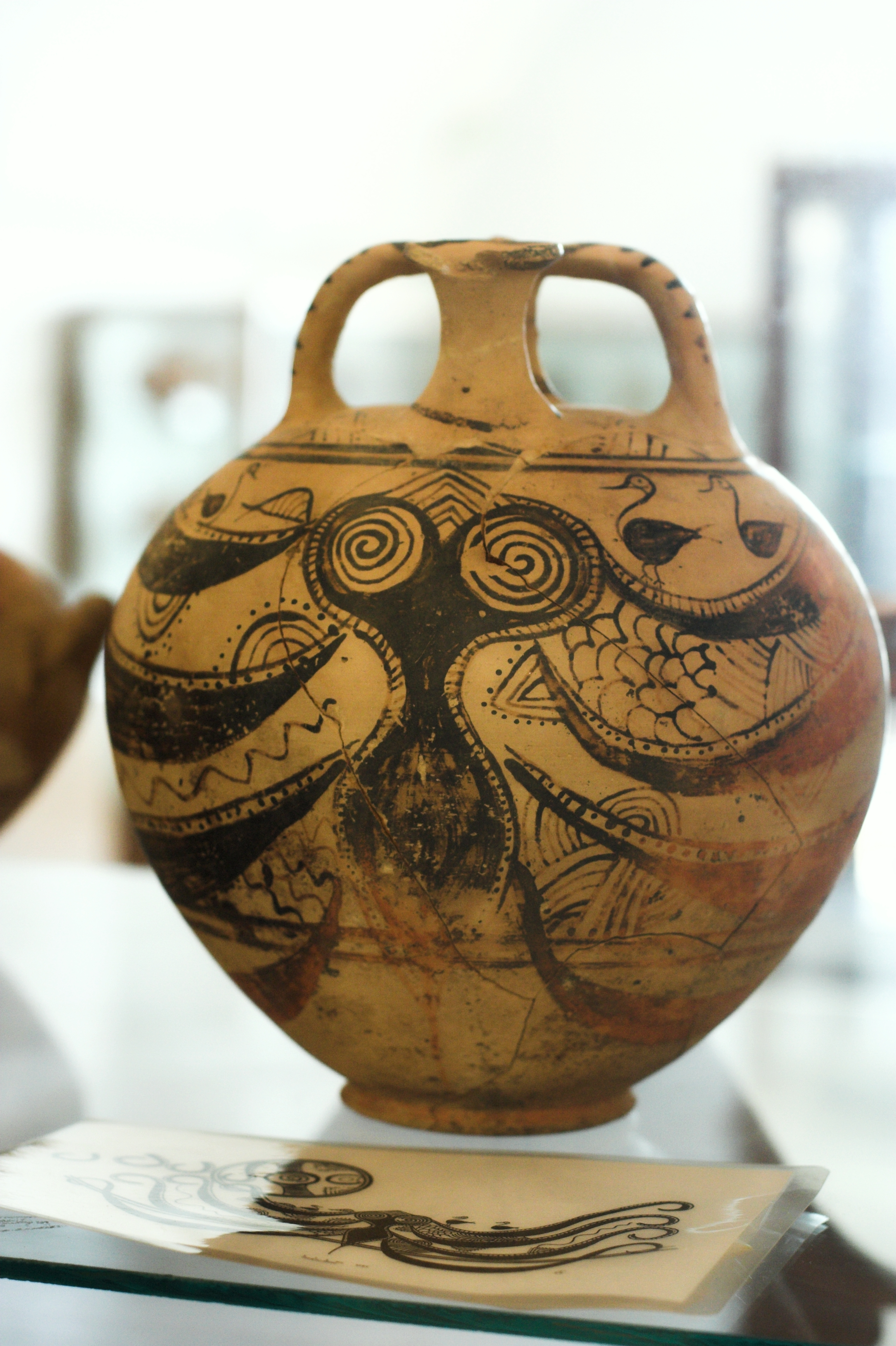
Ceramica micenea del XII secolo a.C. da Naxos

Le ceramiche del Tardo Elladico in genere contenevano beni quali olio d'oliva e vino. Le merci del TEI raggiunsero Santorini appena prima dell'eruzione di Tera. Il TEIIB cominciò durante il TMIB, contemporaneamente al regno di Thutmose III in Egitto. Il TEIIB abbraccia la distruzione di Creta del TMIB/TMII, associata alla conquista greca dell'isola.
Il TEIIIA:1 corrisponde al regno di Amenhotep III in Egitto, dove si denominavano col termine ti-n3-y (Danai) le città apparentemente sullo stesso piano di d-y-q-e-i-s (Tebe) e m-w-k-i-n-u (Micene). Si menziona in questo periodo dalle fonti ittite anche il nome di Attarsiya (Atreo), l'uomo di Ahhiya che alternativamente attaccò e diede supporto al ribelle Madduwatta di Zippasla. Il termine Ahhiya e la sua derivazione del TEIIIA:2, Ahhiyawa, possono essere legati solo indirettamente alla Grecia, poiché gli Ittiti non usavano alcun termine come approssimazione di ti-n3-y; e non collegavano Ahhiya con nomi di città greche note. Ancora, nessun resto di “Attarsiyas” del TEIIIA:1 è stato trovato nell'Anatolia occidentale. Eppure, Ahhiya deve riferirsi a un potente popolo al largo della costa di Mileto, e i greci sono attualmente considerati l'opzione più valida.
Le merci del periodo TEIIIA:2 furono ritrovate nel relitto di Uluburun, ed erano in uso a Mileto prima che Muršili II bruciasse la città attorno al 1320 a.C. In quest'epoca, il commercio marittimo era la specialità dei ciprioti e dei fenici, quindi la presenza di merci del TE non implica necessariamente la presenza dei Micenei.
Durante il periodo TEIIIA:2, i re di Ahhiyawa cominciarono ad attirare l'attenzione degli Ittiti, possibilmente in quanto sovrani degli Stati “achei”. Nel TEIIIB, essi ascesero fin quasi allo status dei grandi re di Egitto e Assiria. Il TEIIIB è anche il periodo in cui la scrittura Lineare B compare nei palazzi greci; prima di allora, la Lineare B veniva usata principalmente nelle Cicladi e a Creta. Il termine “submiceneo” fu introdotto nel 1934 da T. C. Skeat. L'opinione attuale vede questo stile come uno stadio intermedio tra il tardo miceneo e il seguente periodo proto-geometrico. Arne Furumark lo ha chiamato TEIIIC:2 nella sua opera sulla classificazione e analisi delle ceramiche micenee. Queste ceramiche sono note in particolare per i cimiteri di Ceramico ad Atene e per i siti dell'isola di Salamina nel Golfo Saronico, di Skoubris in Eubea nonché per i mercati di Atene, Tirinto e Micene.
| Bronzo antico | Troia I 2920 - 2450 a.C. Troia II 2600 - 2350 a.C. Troia III 2350 - 2200 a.C. | Grotta-Pilos 3200 - 2700 a.C. Karos-Siros 2700 - 2200 a.C. Filacopi I 2200 - 2000 a.C. | Minoico antico (Prepalaziale) 2500 - 1850 a.C.                                                           | Elladico antico 2700 - 1850 a.C.                                                    |
| Bronzo medio  | Troia IV 2200 - 1900 a.C. Troia V 1900 - 1700 a.C. Troia VI 1700 - 1300 a.C.  | Filacopi II 2000 - 1800 a.C.                                                           | Minoico medio I-IIIA (Protopalaziale) 1850 - 1550 a.C.                                                   | Elladico Medio 1850 - 1580 a.C.                                                     |
| Bronzo tardo  | Troia VII-A 1300 - 1200 a.C. Troia VII-B-1 1200 - 1100 a.C.                   |                                                                                        | Minoico Medio IIIB - Minoico tardo II (Neopalaziale) 1550 - 1400 a.C. Minoico tardo III 1400 - 1100 a.C. | Miceneo I 1580 - 1500 a.C. Miceneo II 1500 - 1425 a.C. Miceneo III 1425 - 1100 a.C. |

## Identità
In seguito alla decifrazione delle tavolette scritte in Lineare B, si pensa che i popoli attualmente chiamati "Micenei" possano corrispondere agli Achei (in greco Ἀχαιϝοί, da leggere Achaiwòi) o essere stati soggiogati da questi in un secondo momento. Le fonti scritte ritrovate nei siti micenei non rivelano il termine con cui definissero se stessi. Dalla lettura dell'Iliade, in cui gli abitanti del Peloponneso e delle isole adiacenti sono spesso chiamati "Achei", e tenendo conto gli accenni ad Ahhiyawa nelle fonti ittite della tarda età del bronzo, la teoria suggerisce che i Micenei potrebbero essere gli "Achei". La cosiddetta Lettera di Tawagalawa scritta da un re ittita del XIII secolo a.C. di incerta identificazione (Muwatalli II o Hattušili III) al re di Ahhiyawa, in cui questi viene trattato come un pari, suggerisce che Mileto (Millawata) fosse sotto il suo controllo, e fa riferimento a un precedente “episodio di Wilusa” implicante ostilità da parte degli Ahhiyawa, spalleggiati dal loro agente anatolico Piyama-Radu, verso gli Ittiti. Il termine Ahhiyawa è stato così generalmente identificato con gli Achei della Guerra di Troia, e la città di Wilusa con la leggendaria città di Troia. Tuttavia, l'esatta relazione tra il termine Ahhiyawa e gli Achei, al di là della somiglianza nella pronuncia, è dibattuta dagli studiosi, non tanto sulla possibilità ormai acclarata che gli Ahhiyawa siano parte del mondo miceneo, quanto su quale entità essi rappresentassero con esattezza.
Un altro termine omerico associato con i Micenei è Danai, da Danao, fratello di Egitto, che regnò su Argo e fu antenato dei fondatori di Micene. Un termine simile (Denyan o Danuna) è presente nelle iscrizioni di Ramses III associato alla sua vittoria contro alcuni popoli del mare (tra cui i Peleset, associati ai filistei e a Creta); ma sono possibili anche altre interpretazioni (il popolo semita di Dan che confluì in quello ebraico, genti illiriche come i Dauni, ma ancora più probabilmente come gli abitanti di Adana, in Cilicia, tesi che oggi incontra il maggior consenso accademico). Con varianti di tale nome compaiono anche in documenti antecedenti, come la lettera trovata ad Amarna (metà del XIV secolo a.C., lettera n. 151), databile al regno del faraone Amenhotep IV. Durante il regno di Amenhotep III (salito al trono nel 1.388 a.C. circa, e morto dopo 39 anni di regno), come già ricordato si menzionano ancora i Danai, divisi in molte città, tra cui primeggiano (su piano di parità) città i cui nomi ricordano Micene e Tebe, ma in cui grande importanza ha anche il regno di Cnosso e altri regni minori (liste di Kom el-Heitan). Presso di loro sembrerebbe vi fosse stato uno scambio di ambasciatori e a Micene è stato rinvenuto, in effetti, uno scarabeo e diversi frammenti di faience egizia con il suo cartiglio reale, probabilmente prodotto dalle botteghe di palazzo. Negli annali di Thutmose III (ca. 1479-1425 a.C.) invece si fa riferimento all'arrivo di doni e quello che sembrerebbe una missione diplomatica da parte di una popolazione chiamata TNJ ovvero Tanaju (con suono assimilabile a Danaju) come collegata a Creta, ma anche come monarchia unitaria. In pratica oltre ad Achei anche Danai potrebbe essere un termine utilizzato dai contemporanei, almeno per definire una parte della civiltà micenea o un suo regno.

## Storia
Tra il XVII e il XVI secolo a.C. nel Peloponneso e nella Grecia centrale si verificarono significativi cambiamenti, attestati dai ritrovamenti archeologici: si formarono dei piccoli regni indipendenti, ognuno facente capo a una città e dominati da gruppi aristocratici che basavano il proprio potere sull'uso delle armi. Nella Grecia continentale il territorio è montuoso. Lungo il corso dei fiumi si aprono pianure separate tra loro da montagne. Anche le isole sono piccole e poco adatte all'agricoltura. Il clima si presenta con inverni brevi al sud, e rigidi al nord; in estate invece il clima si presenta caldo e secco, con scarse precipitazioni. Nella Grecia crescono viti, olivi, fichi, in pianura frumento, orzo, mandorli. Le condizioni ambientali greche, con la scarsità di terre coltivabili, generarono nell'antichità un alto tasso di conflittualità tra le popolazioni autoctone (tra le quali i Pelasgi); mentre l'eccessiva concentrazione demografica nelle poche zone coltivabili provocò vasti fenomeni migratori. La situazione orografica creò infine un ostacolo al commercio tradizionale, determinando lo spostamento via mare dei flussi economici.
La prima civiltà urbana di cui si abbia testimonianza risale al 1700 a.C. ed era di lingua indoeuropea, figlia delle popolazioni eole e ioniche, migrate in Grecia nel XIX secolo a.C. Essa prese il nome di micenea dal ritrovamento del sito archeologico di Micene ad opera di Heinrich Schliemann. Dopo la clamorosa scoperta del sito di Troia, nella pianura di Hisarlik in Anatolia, avvenuta sulla scorta di una letterale interpretazione dell'Iliade, l'archeologo tedesco si era infatti spostato nel Peloponneso, alla ricerca di nuove testimonianze volte a confermare il quadro "storico" tessuto nell'epopea omerica. Schliemann portò dunque alla luce i centri di Micene e Tirinto. La vicenda interpretativa subì tuttavia alterne fortune: quando nel 1900 l'inglese Sir Arthur Evans scoprì a Creta le rovine di Cnosso, venne formulata l'ipotesi di un'espansione della civiltà minoica nella penisola balcanica. Ma con la scoperta delle tavolette scritte con il sistema sillabico noto come lineare B, l'ipotesi di un dominio minoico sulla Grecia venne rovesciata poiché esse testimoniavano l'occupazione di Creta da parte dei Micenei, possibile invece che una integrazione tra le due abbia condotto allo sviluppo della civiltà detta più propriamente "Egea".
La civiltà micenea non si riferiva a uno Stato unitario, ma a vari centri urbani aventi caratteristiche sociali, culturali ed economiche comuni, con realtà politiche indipendenti e spesso in conflitto tra loro. Molto importante rilevare che nell'antichità i primi Micenei erano dei temibili guerrieri che avevano molta cura della propria armatura; inoltre venivano addestrati sin da fanciulli all'arte della guerra. La scrittura aveva creato un alto livello di specializzazione nell'amministrazione economica e politica, anche se i Micenei avevano attinto dai Minoici la struttura sociale della cultura dei Palazzi. Nei Micenei si ritrovano comunque molti fattori originali, come gli armamenti, i carri da guerra, l'architettura funeraria.

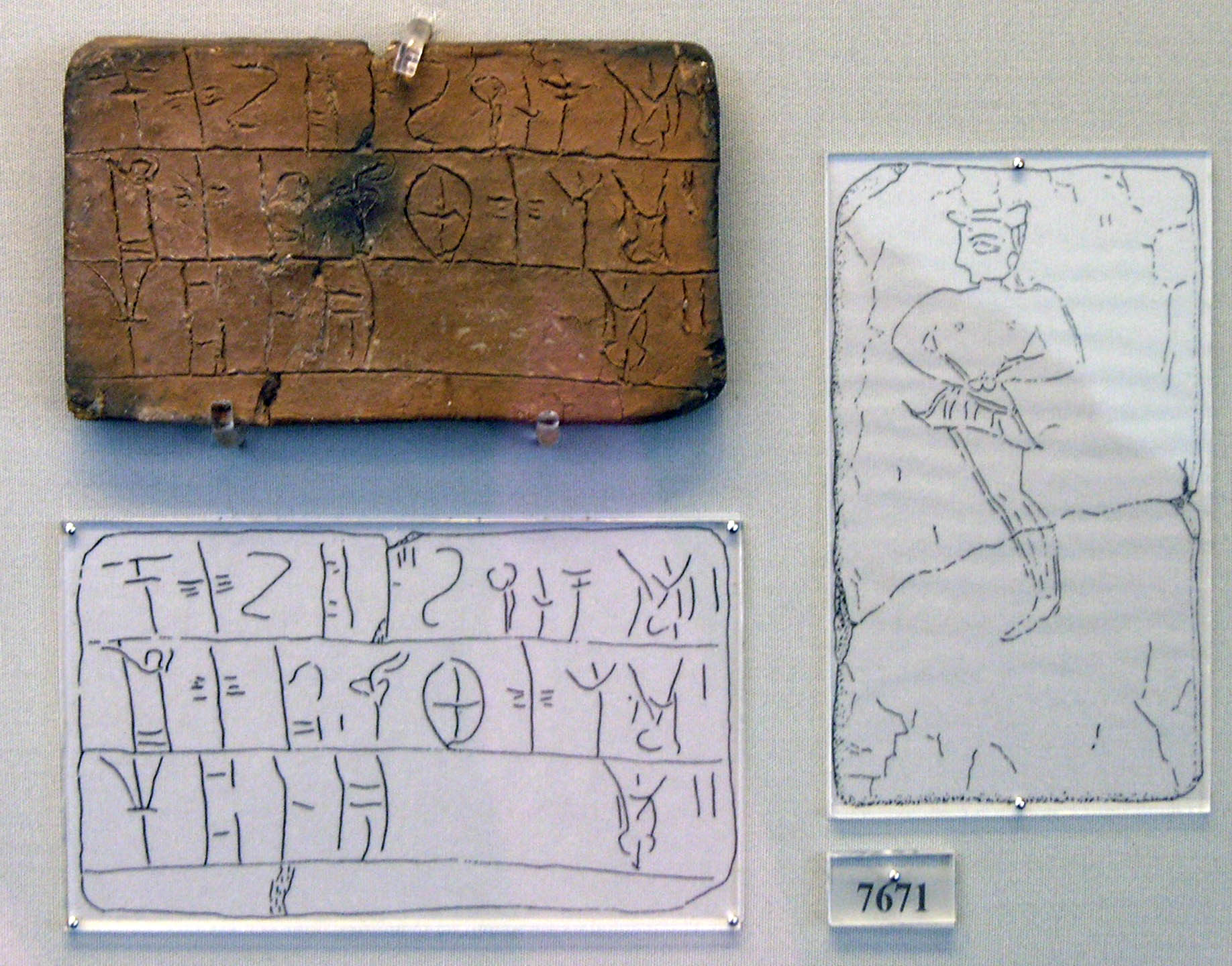
Tavolette micenee incise in Lineare B

I Micenei conquistarono pure le isole di Rodi, Creta e Cipro. Ancora più vaste furono le lotte per i commerci, che servivano per reperire metalli. Esse furono dirette in Spagna, nel continente europeo, in Oriente. Ceramiche micenee furono ritrovate anche in Italia, dove nel meridione i mercanti micenei fondarono basi commerciali (vedi Thapsos). Similmente nel Lazio meridionale (Alatri, Arpino) si ritrovano esempi di architettura straordinariamente simili a quelli della cultura micenea.
Il declino di questa civiltà avvenne, probabilmente, attorno al 1200 a.C. (inizio del Medioevo ellenico) per cause che oggi non siamo in grado di definire con sicurezza. Si sono fatte numerose teorie in base alle testimonianze ritrovate negli scavi archeologici. La più tradizionale è l'invasione dei Dori, un popolo indoeuropeo proveniente, secondo alcuni, dal nord della penisola balcanica, nonostante probabilmente fossero già presenti nel Peloponneso in posizione marginale, dato il dialetto omonimo. Inoltre per i greci classici i dori venivano dalla Doride, una regione tra il Parnaso, la Tessaglia e il golfo di Corinto, a nord del Peloponneso, ma essenzialmente greca, marginale e periferica in epoca micenea, ma non eccessivamente distante. Tuttavia con il ritrovamento di alcune tavolette a Pilo, scritte in Lineare B e giunte a noi proprio perché cotte durante un incendio al palazzo reale, si prospetta un'invasione dal mare e vi si descrivono affannosi preparativi militari per salvaguardare le coste da un pericolo imminente. Essendo stata in quel periodo distrutta la civiltà ittita e messa in difficoltà quella egiziana dai Popoli del Mare, si è pensato che questi fossero gli invasori. Altri studiosi sostengono che il declino della civiltà micenea sarebbe stato provocato da ben più prosaici fattori di carattere economico e demografico o addirittura climatico.
Il suo splendore e la sua magnifica cultura sono, però, rimaste un modello perenne per la civiltà greca.

## Struttura sociale

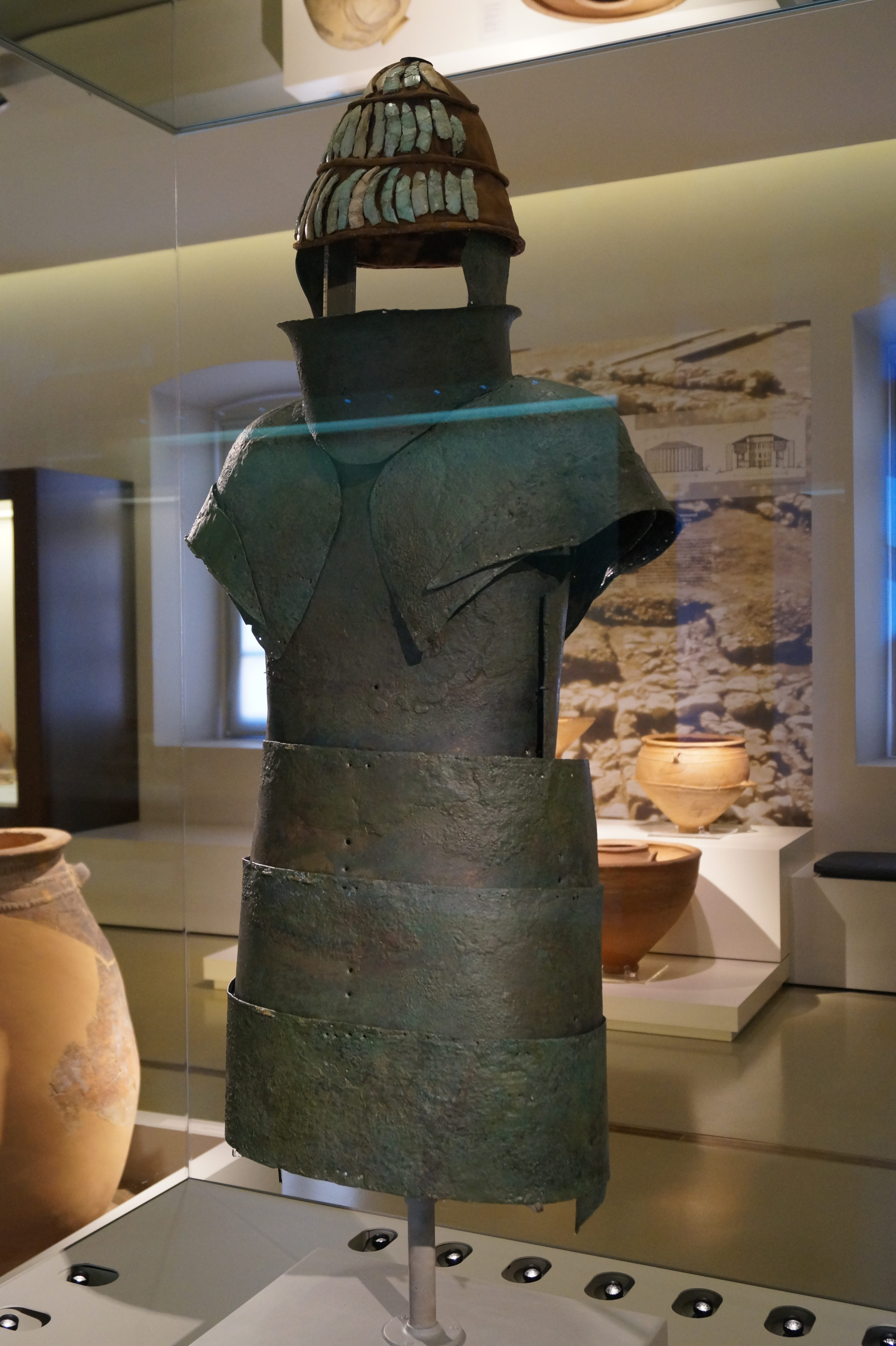
Panoplia di Dendra

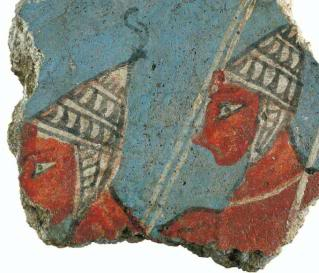
Due elmi a zanne di cinghiale da Orcomeno, circa XIII secolo a.C.

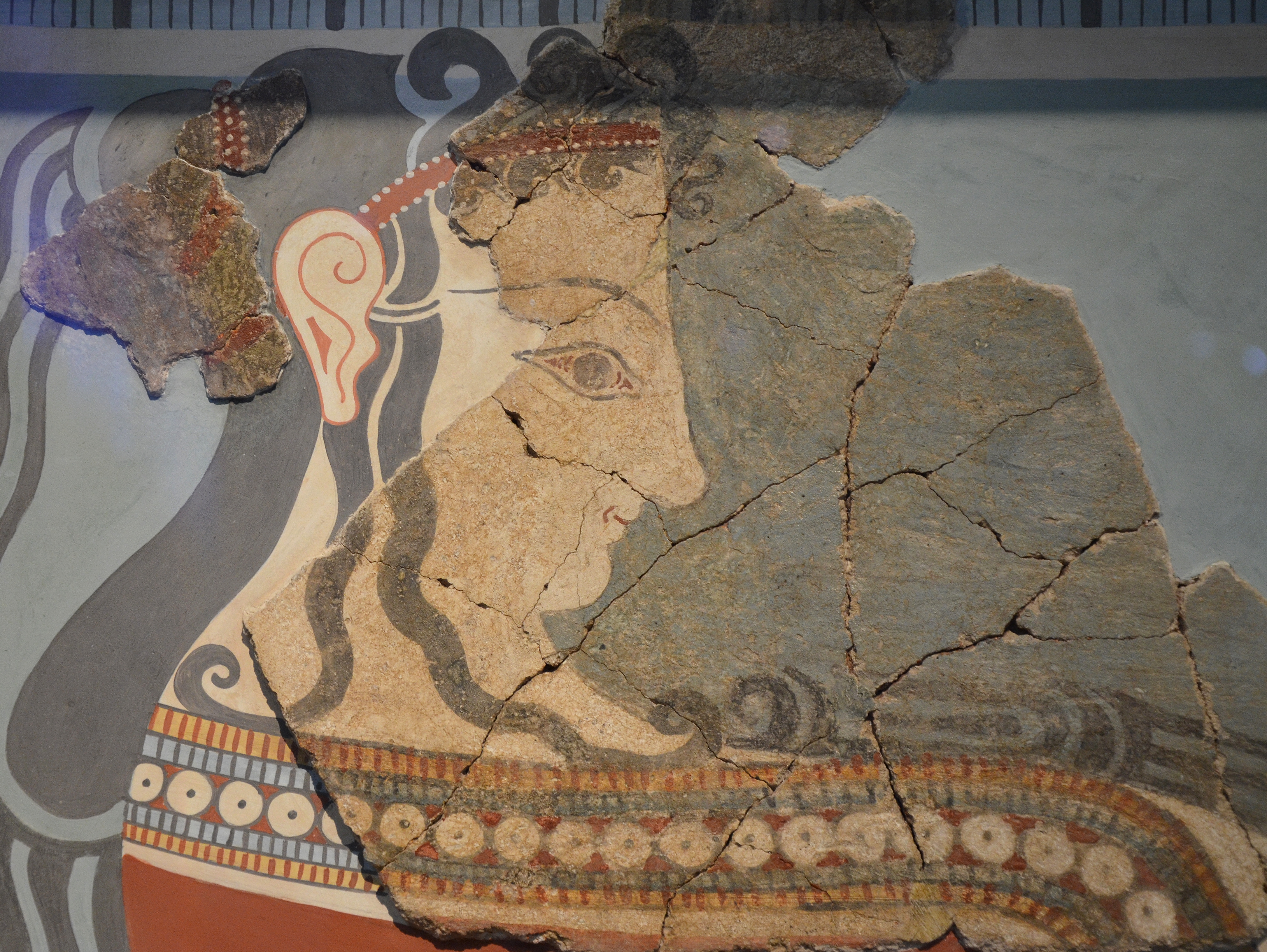
Frammenti di pittura murale da Tirinto con la rappresentazione di un corteo di donne che portano offerte, provenienti dal palazzo di Tirinto, XIV-XIII secolo a.C., Museo archeologico nazionale di Atene

L'organizzazione sociale dei Micenei era basata (almeno fino al collasso dei palazzi) sulla centralizzazione, la burocratizzazione e la ridistribuzione. La società era organizzata gerarchicamente; al vertice stava (di norma) il re, detto wanax, (o più spesso wa-na-ka 𐀷𐀙𐀏 in lineare-B, da cui il greco ἄναξ, -κτος, ὁ), seguito dal lawaghetas (𐀨𐀷𐀐𐀲, da cui il greco λᾱγέτης, ου, ὁ) che comandava l'esercito. Veniva poi l'alta aristocrazia, divisa in heros (dotati di carri in battaglia) ed hequetas e i sacerdoti. Le campagne o demi erano amministrate dai qasirewes (𐀣𐀯𐀩𐀄 qasireu, da cui il greco βᾰσῐλεύς, -έως, ὁ), che assegnavano le terre al villaggio e riscuotevano tributi. Al gradino più basso, infine, vi erano i doeroi (𐀈𐀁𐀫 doero, da cui il greco δοῦλος/δῶλος, -ου, ὁ) o schiavi.

Una vecchia foto della porta dei leoni a Micene

Al wanax e al lawaghetas spettava il temenos (te-me-no 𐀳𐀕𐀜 in lineare-B, da cui il greco τέμενος, -ους, τό), che corrispondeva a un lotto di terreno tratto dalla confisca effettuata nel territorio sottomesso. Il resto della terra veniva dato ai grandi dignitari, dietro pagamento di un tributo. A loro volta i grandi dignitari e il tempio affidavano le terre a dei funzionari minori. Queste terre venivano donate agli aristocratici per i servizi prestati in battaglia, chi riceveva queste terre non poteva né venderle e né tantomeno trasmetterle per via ereditaria. I templi possedevano ampie estensioni di terra.
Appare probabile che la società micenea avesse situazioni di diarchia (per altro una forma di monarchia molto diffusa anche nella Grecia arcaica e classica) o anche di centri di potere multiplo, in cui un wanax (contemporaneamente re, sacerdote e figura sacra di carattere teocratico) veniva affiancato (o addirittura trasformato in un fantoccio cerimoniale) da un lawaghetas, che assumeva un ruolo simile a uno shogun, mentre sacerdoti e sacerdotesse potevano avere un potere (e una ricchezza) paragonabili o addirittura superiori a quelli della nobiltà maggiore. Molti centri di potere micenei, come Pilo e Tirinto, hanno un palazzo "doppio", in cui esistono due mégara (uno in genere più grande e lussuoso del primo), che dimostrerebbero come nella capitale coesistessero due diversi edifici monumentali polifunzionali politico/religiosi. Inoltre alcuni regni, come Pilo, avrebbero due distinte capitali (Pilo e l'ancora non rinvenuta città di Pisa in Elide), mente molti regni erano divisi in più parti. Frequenti potrebbero essere state le lotte di potere interne tra i centri di potere concorrenti, come adombrato dalla situazione di quasi guerra civile di molti miti greci, o agli sforzi di molti sovrani (wanax opposti a lawaghetas?) in quegli stessi miti per limitare degli ingombranti capi militari (le 12 fatiche di Ercole, Giasone che deve andare alla ricerca del vello d'oro, ecc.). Un possible esempio di guerra civile intestina al regno miceneo di Creta potrebbe essere una delle cause della distruzione e ricostruzione del palazzo intorno al 1380/1340 a.C., anche se la sede principale del potere politico (forse proprio per questo) fino al collasso del regno (attorno o dopo al 1190 a.C.) si sarebbe spostata a Cidonia.

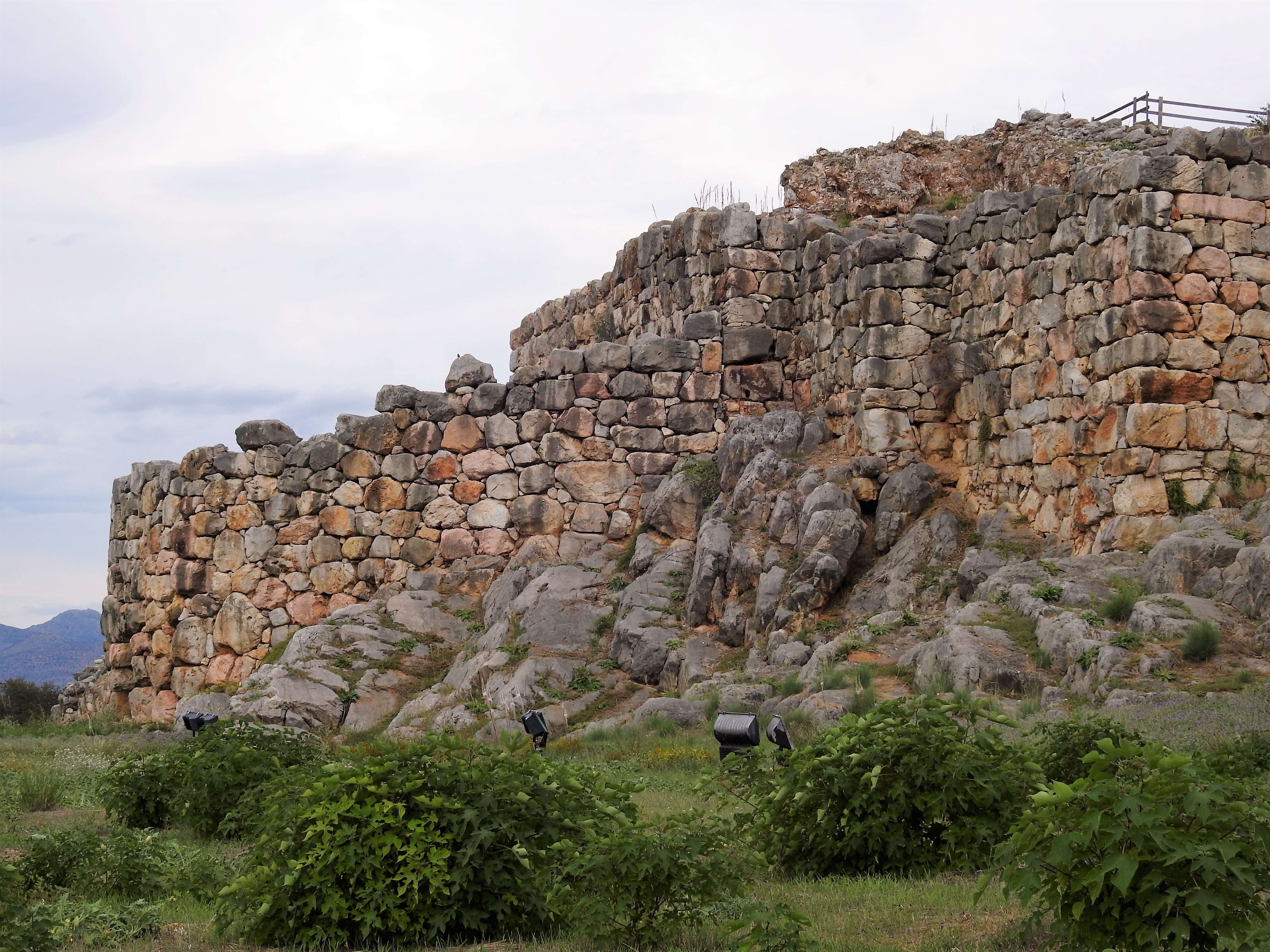
Le mura di Tirinto

Nella mitologia greca le dinastie antiche sono spesso attraversate da sanguinose guerre civili (il caso di Micene con le lotte tra Atreo e il fratello Tieste e le due dinastie rivali che da loro derivavano, oppure quella di Tebe in cui continue sono le lotte tra congiunti), la guerra intestina non doveva essere sconosciuta ai Micenei, le cospicue fortificazioni che caratterizzano la maggior parte delle città micenee vanno probabilmente interpretate anche come una necessità di difendersi non da invasori esterni, ma da regni vicini e famiglie rivali, o membri della propria stessa famiglia ribelli. Un'altra costante della mitologia greca, dai miti di Cadmo ed Armonia fino ad Achille, passando per l'apoteosi in cielo di Ercole divenuto divinità, è la parentela che si attribuiva a questi antichi Re con le divinità, fino ad arrivare alla conservazione di un culto, con uno specifico tipo di sacrificio, per questi sovrani divenuti oramai eroi. Questo sacrificio detto in età classica enagisma (e diverso dal thysia che si rende agli dei) ha sicuramente un antecedente miceneo (il tipo di altare proprio dell'enagisma, l'eschara è archeologicamente attestato già in età micenea) fa supporre che il sovrano defunto fosse oggetto di culto e che i sovrani governassero con un certo grado di teocrazia. Questo modello non è sconosciuto in medio e vicino oriente, oltre che in Egitto, dove i sovrani spesso si consideravano figli o parenti degli dei, e si consideravano da questi guidati e protetti.
Sempre con un ruolo apicale negli archivi di Pilos si trova un'altra figura, l'e-ke-rja-wo, o Enkhelyawon (presente anche come ekerpawon e ekeryawon probabilmente traducibile con "colui che detiene"), titolo di difficile interpretazione (presente anche in frammenti di altri archivi), era però la persona forse più ricca del regno (sua risulta la proprietà agricola più grande tra quante sono individuabili nei resti dell'archivio), o quantomeno ricca in modo paragonabile al wanax. Disponeva inoltre di una nave privata da 40 vogatori (o comandava 40 vogatori), viene inoltre elencato come primo sia nelle donazioni al tempio di Poseidone, sia nelle distribuzioni palatine di olio e incensi profumati, superando in entrambi i casi il sovrano. Potrebbe essere un Re sottomesso al durex, oppure un principe ereditario, ma si è ipotizzato anche un ruolo sacerdotale o militare (ammiraglio?), o, dall'etimologia del nome, primo ministro, detentore del vero potere politico.
La struttura sociale indeuropea, da cui deriverebbe anche quella ellenica, era trifunzionale (guerrieri, sacerdoti, lavoratori, con il potere politico in genere associato alla funzione militare), mentre quella preindeuropea ellenica sembra più sfumata, forse quadrifunzionale (guerrieri, sacerdoti, lavoratori agricoli, lavoratori artigianali e mercanti, con marinai, pastori e altre professioni ibride) con il re-sacerdote a capo (come spesso nelle società del medio e vicino oriente). Aristotele racconta che gli Ateniesi arcaici, discendenti dei Pelasagi (ma qui si sottolinea come questo aspetto derivi dalla mancanza di rapporti con i Dori), erano divisi in quattro tribù (ma parrebbero più caste): sacerdoti, guerrieri, operai, contadini, a imitazione delle quattro stagioni, ogni tribù era divisa a sua volta in tre parti (da cui si derivarono le originarie trittie e fratrie), e queste 12 suddivisioni rappresentavano sulla terra i 12 mesi dell'anno.
I documenti in Lineare-B pervenuti, sia pure in modo frammentario (gli archivi di Pilo sono quelli più completi, ma sembrerebbero rispecchiare un quadro generale diffuso in buona parte del mondo miceneo), ci permettono di riconoscere la presenza di un ceto contadino libero, che ha delle terre in proprietà o usufrutto (da-mo), vessato fiscalmente dal palazzo, obbligato a decime religiose, controllato da funzionari di palazzo (come il da-mo-ko-ro), esattori delle imposte e nobili di provincia. Particolarmente importanti potrebbero essere i qa-si-re-we, una piccola nobiltà ereditaria a capo delle comunità periferiche, che gestiva il potere (almeno a Pilo) con la collaborazione di una ke-ro-si-ja di anziani e preminenti contadini liberi (si noti la somiglianza con Basileius e Gherusia in greco classico). Inoltre la popolazione era in parte mobile, non solo perché una buona quantità di schiavi giungeva da lontano (anche da fuori: Egeo, Balcani, Anatolia, Levante, forse Sicilia...), ma perché i documenti in lineare-B dividono spesso la popolazione (soprattutto negli archivi di Pilo che sono i meglio conosciuti) in ki-ti-ta (residenti, nativi), me-ta-ki-ti-ta (residenti figli di immigrati), e po-si-ke-te-re (immigrati). I territori agricoli sono divisi in provincie (due per Pilo) controllati da un da-mo-ko-ro, e a loro volta divisi in distretti (9 e 7 nelle due provincie del regno di Pilo), governati da un ko-re-te che coordina i qa-si-re-we. Il primo dovere dei contadini liberi (e dei ricchi proprietari che vivevano in città) era il pagamento di un ka-ma al palazzo, una prestazione fiscale in natura assimilabile forse ad un onere enfiteutico medioevale, forse ad una gabella sul godimento della terra; l'usufruttuario di un terreno è spesso definito te-re-ta (e ki-ti-me-na la terra che gestisce), un termine che ricorda semanticamente un'obbligazione verso il palazzo, e che può essere interpretato sia come un dovere fiscale verso la corte, sia come un titolo nobiliare, una sorta di piccola baronia feudale ricompensata in terreni dal re. Un'altra obbligazione delle comunità agricole verso il palazzo era la a-ma, testimoniata dagli archivi micenei di Cnosso, questa tassa in natura (soprattutto in grano, cereali e lino), probabilmente era collegata ad un servizio che il palazzo faceva ai suoi sudditi: per esempio il prestito dei buoi per l'aratura, la messa in opera di canalizzazione idrauliche per l'irrigazione (che in alcune zone della Grecia furono molto estese in età micenea), il prestito di sementi ecc, a Cnosso appare probabile che queste tasse fossero raccolte da alcuni collettori individuati dal palazzo. Due altri funzionari di nomina palatina che controllavano il territorio, con funzioni probabilmente sia civili che militari, sono il ko-re-te (koreter, "governatore"), e il po-ro-ko-re-te (prokoreter, "deputato", ma più probabilmente "ispettore, controllore"), più probabilmente fiscali sono le funzioni del akero (messaggero?) e del karuka (araldo), esareu (rettore fiscale?), wateu (addetto alla stima delle imposte agricole?).
Nella città si concentrava il grosso della nobiltà, nota come eqeta ("compagni" o "seguaci"), probabilmente mantenuta in parte dal palazzo stesso, in parte ricompensata con terre e entrate, in cambio di un servizio di carattere civile e militare. A Pilo ognuno di loro disponeva di almeno un carro, e serviva sotto il comando di un "ispettore" ereuter (traducibile anche come capitano o tenente-capo plotone), a sua volta controllato da un ufficiale superiore men-ua (capo guarnigione). Quest'ultimo comandava anche la fanteria che era di tre tipi: pediyewe (pedoni, fanti professionisti, probabilmente nobili privi di cavalli tereta, o comunque cittadini), i kurewe (letteralmente uomini di cuoio, reclutati nel contado, hanno l'esenzione da diverse tasse, e probabilmente avevano armature di cuoio) e i kekide (letteralmente "della spoletta da lino", interpretabile sia come armati con armature di lino, sia come pratici del maneggio delle vele di lino e quindi marinai, anche loro disponevano dell'esenzione di alcune tasse). Gli ufficiali superiori erano sovente reclutati nelle famiglie dell'alta nobiltà detta rawaketa (titolo che solitamente viene tradotto come duca, così come gli eqeta sono detti conti e i tereta sono detti baroni). Si accompagnavano in città alla numerosa burocrazia, spesso (se non sempre) di famiglia nobiliare e specializzata in numerosi uffici, con una gerarchia interna al cui vertice stavano i qwasirewiote, termine che potremmo tradurre come ministri.
In città, ma anche in alcuni centri agricoli, vivevano anche gli artigiani e i mercanti. Particolarmente importanti erano i fabbri, in parte dipendenti del palazzo (che ne curava anche i rifornimenti di materie prime e che era uno dei principali consumatori di metalli), in parte indipendenti e persino itineranti (e anche stranieri, con maestranze che si muovevano anche su lunghissime distanze per il Mediterraneo), gli armaioli (etodomo) erano distinti dagli altri fabbri (kakeu). Negli archivi di Pilo verso il 1220 a.C. un terzo circa dei 400 fabbri e armaioli censiti nel regno ha nomi stranieri, erano tutti dipendenti in qualche modo del palazzo (anche se alcuni erano tarasiya, ovvero riforniti di metallo e combustibile dal palazzo, altri erano atarasiya, e dovevano procurarsi la materia prima indipendentemente, ma vennero in via del tutto eccezionale riforniti per preparare il regno alla guerra pochi giorni prima dell'incendio che distrusse il palazzo), ma erano uomini liberi, con apprendisti al loro servizio e possedevano abbastanza spesso anche degli schiavi. Un discorso simile riguarda anche i numerosi orafi. Numerosissimi erano i vasai (keramewe), anche in questo caso esistono sia vasai che appaiono come dipendenti (liberi o meno) del palazzo, sia vasai indipendenti, in parte erano artigiani che producevano prodotti per il piccolo consumo rurale (stile "barbarian ware", comune anche in Anatolia, inclusa Troia, e nei Balcani), in parte producevano opere per il consumo palatino e per l'esportazione (sono noti almeno 30 modelli diversi di vaso miceneo), anche a grande distanza. Alcuni sembrerebbero ricchi, con apprendisti e schiavi, altri invece sembrerebbero maestri ma schiavi del re. Il palazzo poi dava lavoro a numerosi pittori, probabilmente in parte itineranti, ebanisti, intagliatori d'avorio, falegnami specializzati nella produzione di troni (toronowoko), carri, navi, e soprattutto gli operai tessili. I regni Micenei esportavano e producevano grandi quantità di lana, con i relativi coloranti, oltre a lino, quindi gli operai tessili (o meglio le operaie, visto che il lavoro, specie per il lino, sembra riservato al genere femminile), si trattava sia di schiave che di donne libere, pagate in pane, fichi e vino, e che spesso risiedevano nel palazzo stesso. Più lontani e in periferia vivevano invece frollatori, tintori e conciatori di pelli, oltre ai prestigiosi aleiphazooi (bollitori di unguenti) ovvero i produttori di profumi e cosmetici, un altro prodotto che, soprattutto da Creta (e Rodi), i re Micenei esportavano anche a lunga distanza. Tutte queste figure, e in particolar modo gli sfuggenti mercanti, contribuivano a rendere le città micenee socialmente variegate, con una forte concentrazione di nobili di secondo piano e di artigiani che dovevano risiedere ai margini della cittadella, anche se la presenza del palazzo, della sua burocrazia, e del re-sacro doveva essere molto sensibile.

## Economia

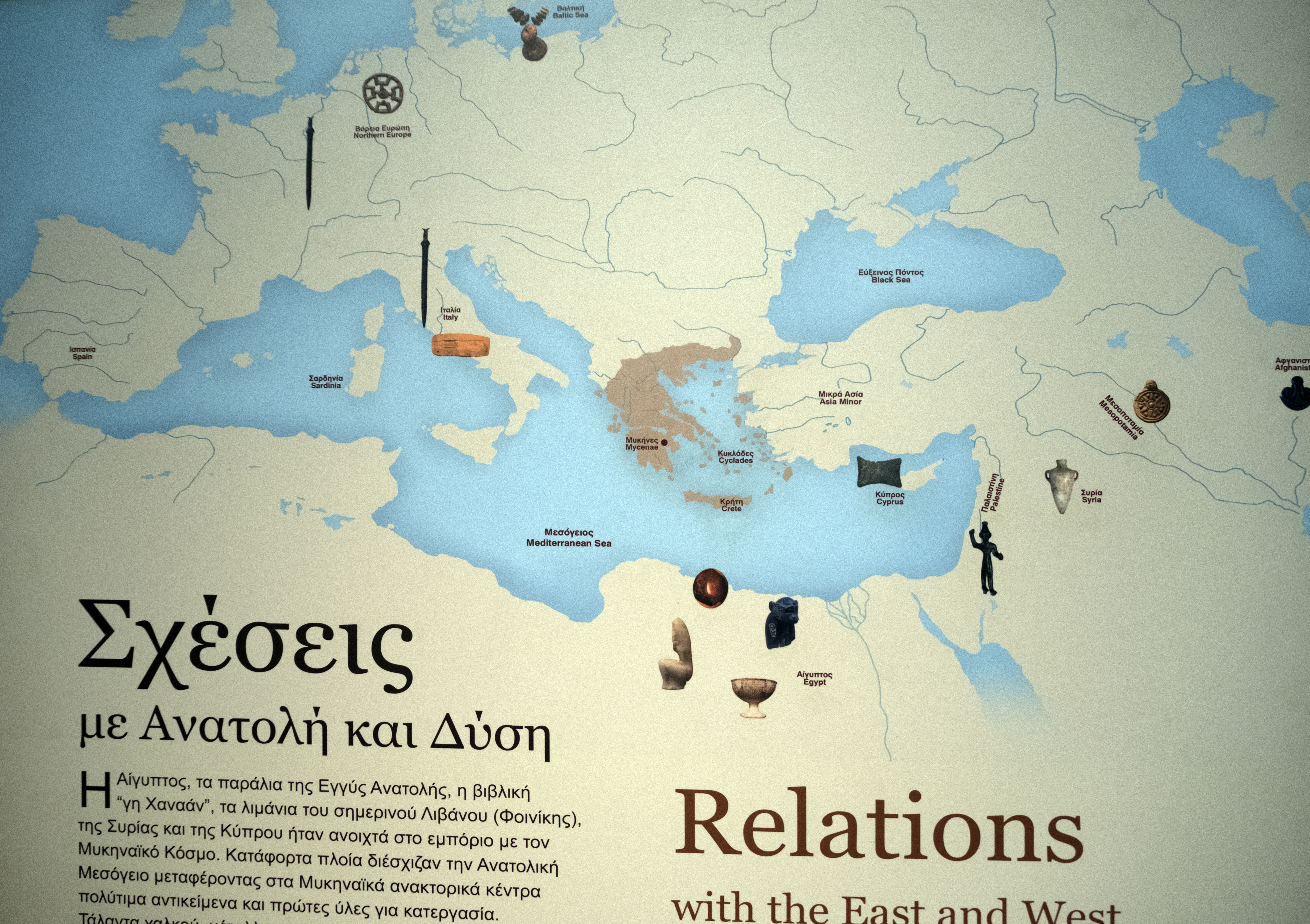
Ritrovamenti micenei al di fuori della Grecia

Il controllo e l'organizzazione delle attività veniva fatto attraverso la burocrazia capillare. Il palazzo controllava la riscossione di tributi, distribuiva le materie prime. L'agricoltura era solo una delle attività svolte dai Micenei: vi erano l'allevamento ovino, la produzione di tessuti di lana, svolti dai doeloi, l'oreficeria, la metallurgia, la produzione di olio e profumi, svolta invece dai membri del damos (da cui il greco demos, popolo), i quali svolgevano attività specialistiche. Grazie a questa organizzazione, i Micenei accumularono molta ricchezza, che veniva ridistribuita agli individui che ne facevano parte.
Ciò che più colpisce è che tutto questo fosse organizzato dal palazzo, sede di stato. Qui i migliori artigiani appaltavano dal re incarichi a fine bellico, quale la costruzione di armi sontuose e molto costose, adorne dei più preziosi materiali. Erano gli stessi palazzi ad organizzare spedizioni d'oltremare, visto il bisogno di importare materiali di cui la terra ellenica è povera, in cambio di materiali caratteristici di quelle terre.

## Religione

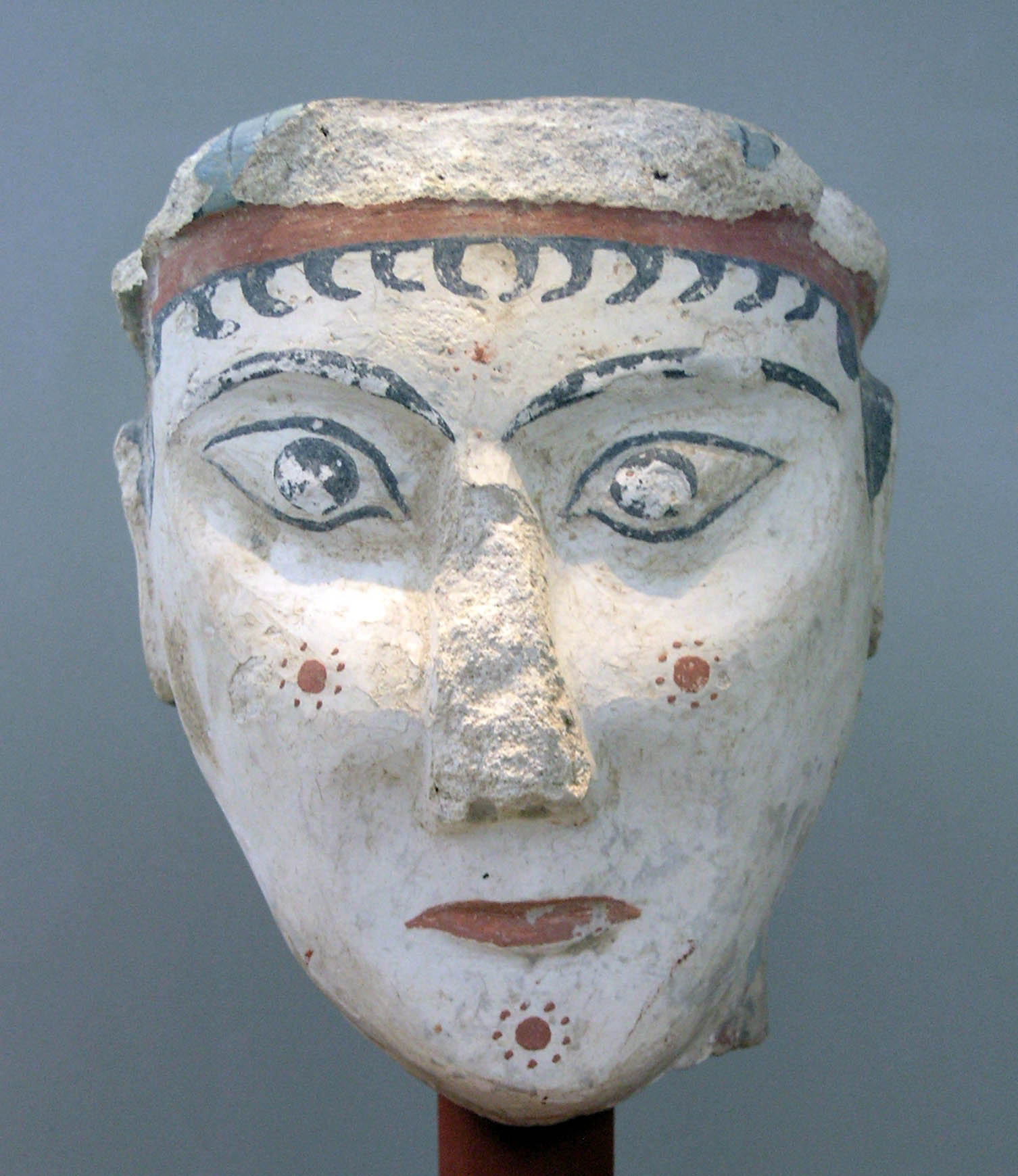
Ritratto femminile raffigurante una divinità o una sfinge

Poco o niente è possibile dire sulle credenze religiose micenee. Degli dei è nota unicamente una serie di nomi, somiglianti con quelli degli dei greci di quattro secoli dopo; sconosciute sono invece le caratteristiche associate alle singole divinità.
I Micenei sono debitori dei Minoici di buona parte del loro patrimonio culturale, ciò si evidenzia a partire dai corredi funebri comprensivi delle maschere d'oro fino alla scrittura: la Lineare A precedentemente usata per una lingua non greca viene ora, con la Lineare B adattata per rappresentare parole greche. Non mancano però le differenze, sia nei nomi che nei ruoli, delle divinità elencate negli archivi in lineare B (che riguardano anche le donazioni e i sacrifici). Poseidone sembra, infatti, più importante di Zeus, e divinità legata (come anche in epoca classica) a cavalli e terremoti, piuttosto che divinità marina; vi è invece Proteo, una divinità marina che forse ne prende il posto (venerato anche in epoca classica, ma non come signore del mare). Manca completamente Apollo (che potrebbe essere una divinità asiatica, non a caso nell'Iliade è un protettore dei troiani), Paean non è un epiteto di Apollo, ma un dio autonomo. Ares e Enyalius sono due divinità distinte, mentre il secondo diventerà un epiteto del primo durante l'età classica. Drimios e Marineus sono divinità, la prima figlia di Zeus, che non rimangono nella religione classica e di cui conosciamo solo il nome.
Accanto alle divinità maschili si pongono numerose divinità femminili a volte vicine agli stessi dèi: Zeus con Diwija, Poseidone con Posidaeja. Molte di queste dèe portano il titolo di Pótnia (Signora), a Pilo si venera una Matere teja (Madre divina, Madre degli dèi). Sempre a Pilo ma anche a Kydonia si venera Dioniso (Diwonuso), in quest'ultima località riceve offerte di miele nel tempio di Zeus. Nel XV secolo nel tempio di Ceo le danzatrici aspettano la ierofania di Dioniso. Ma se nella Cnosso minoica, dove vige il primato dell'elemento femminile, prevalgono le sacerdotesse, nelle località micenee come Pilo vi sono più spesso dei sacerdoti (ijereu). Atena è ben attestata come A-ta-na po-ti-ni-ja (Atena potnia nell'età classica), viceversa altri nomi come Potnia Hippeia sono forse riconducibili all'Atena greca, oppure divinità che Atena nel corso del tempo ha assorbito nel suo culto. Persefone e Demetra sono sovente indicate come "le due regine", o con epiteti (in parte noti anche in età classica, in parte, come signora del grano, riconducibili a queste divinità, anche se a livello quasi speculativo), Persefone forse corrisponde anche a Pereswa, la dea colomba. Eileithyia (poi Ilizia), una divinità del parto, era molto più venerata nella Grecia micenea e segnatamente a Cnosso di quanto non fosse nella Grecia classica, ma a Creta il suo culto rimase importante fino all'età ellenistica. Poseidone è sposato con Posidaeia, divinità assente in seguito.
Sphagianeia, Qorasia, Doqeia, Diwia, Qowia, Komawenteia, Pipituna, sono divinità femminili sconosciute, di cui è possibile (ma a livello quasi speculativo) trovare paragoni in divinità della Grecia classica, o dell'Anatolia, mentre Manasa è omonima alla divinità Indù dei serpenti, e quindi è, presumibilmente, una divinità indoeuropea, come alcune di queste divinità sconosciute, che mantengono nomi indoeuropei, mentre altre (e in particolare Pipituna) sono state collegate ad una possibile divinità minoica, ovvero con la classica Britormartis-Dyktynna, a sua volta caduta in omonimia con Artemide durante l'ellenismo.
Quorasia è invece stata collegata con Tiresia, l'indovino semidio presente in diversi miti greci, che per sette anni (secondo alcuni di questi miti) fu donna.
Iphimedeia più che una semi-divinità, come durante la Grecia classica, sembra riferirsi ad una divinità, sia pure meno importante di altre. Forse Dioniso era sposato con Arianna, una divinità, e non una mortale semi-divina, come nel mito classico.
Mancano riferimenti ad Estia (la divinità del focolare domestico, protettrice della famiglia e della patria, equivalente alla Vesta romana), ma, presumibilmente, a questa divinità (che dovrebbe essere presente nel panteon miceneo a logica) si sacrificava una parte di ogni sacrificio, come accadeva in seguito, e quindi non lascia tracce negli archivi in lineare B.
L'organizzazione religiosa micenea è legata al palazzo reale e al potere politico che esso esprime. Il re del palazzo viene indicato con il nome di wanáka (in Lineare B: 𐀷𐀙𐀏) o wanax: era sia re sia capo religioso che dirigeva le offerte e i riti. La figura del wanax era vista come quella di un intermediario tra il mondo umano e quello degli dei, in grado di impetrare la benevolenza. Proprio per questo ruolo religioso così importante, riusciva ad essere più notevole del lawaghetas e degli altri sacerdoti. Dai testi appare la presenza di un rapporto dare-avere del palazzo, e quindi del re, con la divinità a cui si inviano doni in cambio di protezione, doni che non si esclude essere umani, il che forse suggerisce la presenza anche di sacrifici umani che la religione greca successiva avrebbe relegato nello spazio del mito.

Inoltre, i riti micenei a volte richiamano quelli propri della religione greca e romana:
(Walter Burkert. Op.cit., pp. 130-131)
Quindi anche se vi sono «sorprendenti concordanze con i successivi reperti greci» questi ad oggi «convivono con elementi del tutto incomprensibili. La religione greca ha le sue radici nell'epoca minoico-micenea, ma non è equiparabile ad essa».

## Cultura materiale

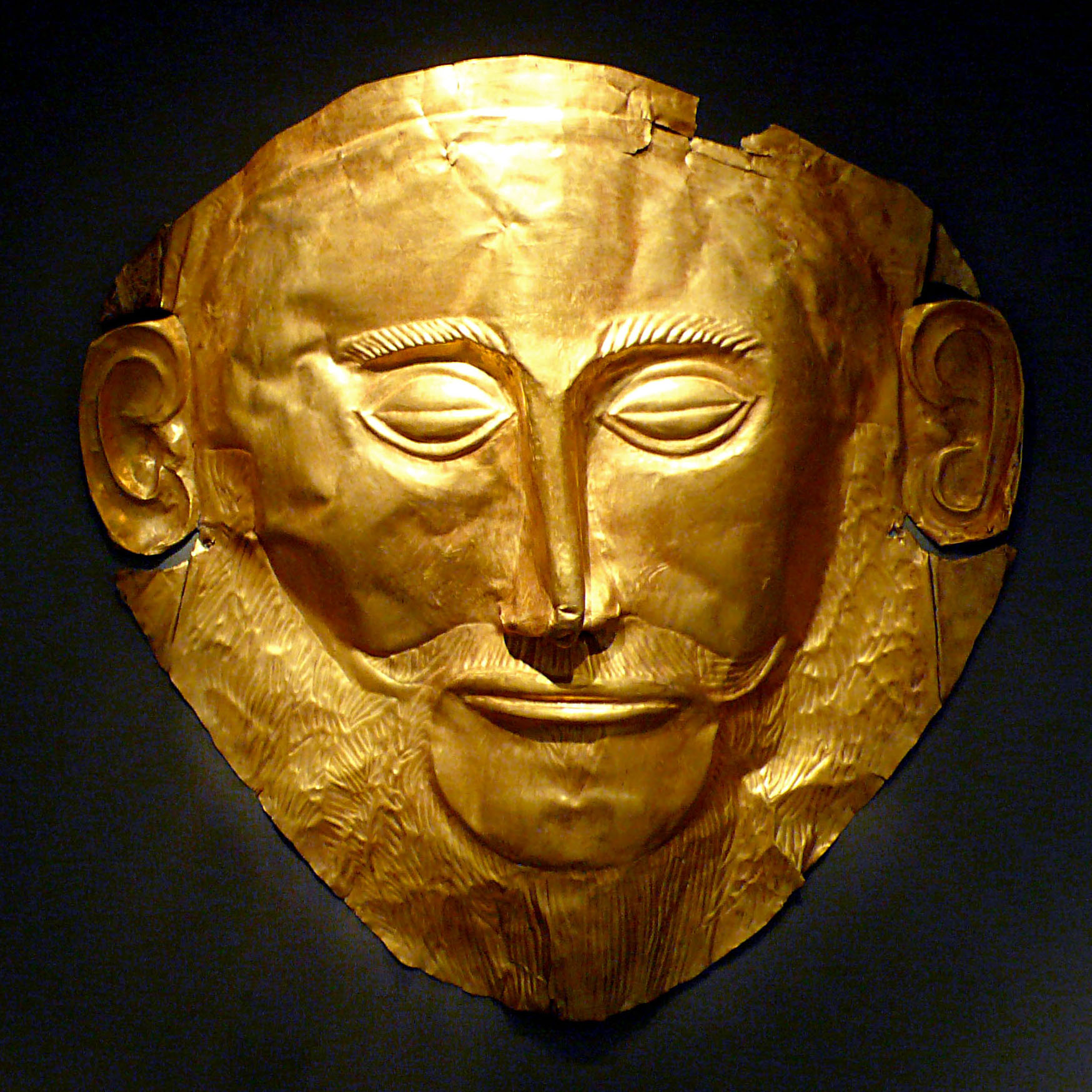
La "maschera di Agamennone"

Benché sia stata fortemente influenzata dalla civiltà minoica, ovvero quella degli abitanti di Creta, la civiltà micenea presenta notevoli differenze dal punto di vista architettonico ed artistico. Quella micenea fu infatti un'arte prevalentemente ispirata dalla guerra. I fastosi palazzi cretesi furono sostituiti da costruzioni robuste, circondate da enormi cinte murarie di fortificazione, realizzate con una serie di blocchi di pietra irregolari e collocate sulla parte elevata della città (acropoli). Le maggiori roccaforti si ebbero nelle città di Micene, Tirinto, Pilo, Argo e Tebe.
Caratteristico, in questo senso, è certamente il palazzo reale di Tirinto, la cui particolare struttura, impostata essenzialmente sul mégaron, sembra abbia ispirato la forma del tempio greco classico. Si tratta infatti di una grande sala al cui centro era disposto un camino e circondata da quattro colonne disposte a quadrato che sostenevano, probabilmente, il tetto. L'ambiente era preceduto da due grandi vestiboli, il primo dei quali aperto sul lato anteriore dove erano disposte due grandi colonne.
L'architettura funeraria prevedeva due tipi di tombe: quelle a fossa costituite da un pozzo dove vi era la camera sepolcrale, e le tombe a thòlos formate da una camera con una pseudo cupola, a cui si accedeva attraverso un corridoio chiamato dromos.
Il campo più produttivo fu certamente quello dell'arte orafa. Suggestive sono le grandissime maschere funerarie in oro massiccio, come quella di Agamennone.
Al pari della civiltà minoica (cretese), quella micenea eccelse anche nella lavorazione della ceramica. Sono stati, infatti, ritrovati numerose statuine di idoli e guerrieri. Di particolare interesse sono, poi, i vasi elegantemente dipinti con temi naturalistici, tra i quali il più ricorrente è certamente la piovra.

## Paleogenetica
Uno studio archeogenetico del 2017 dell'Università di Harvard sul DNA autosomico di resti ossei di individui micenei e minoici pubblicato sulla rivista Nature ha concluso che i Micenei e i Minoici erano geneticamente correlati, e che entrambi sono strettamente correlati, ma non identici, alle moderne popolazioni greche. Lo stesso studio ha anche affermato che almeno tre quarti del genoma (~62–86%) sia dei Micenei che dei Minoici proveniva dai primi agricoltori del Neolitico (ENF) che vivevano in Anatolia occidentale e nel Mar Egeo, mentre la maggior parte del resto del DNA (~9–32%) proveniva da antiche popolazioni legate a quelle del Caucaso e Iran (CHG). I Micenei sono risultati differenti dai Minoici solo in una porzione minore di DNA (~4–16%) riconducibile ai cacciatori-raccoglitori dell'Europa orientale (EHG) e della Siberia, assente nei Minoici, e introdotta attraverso la migrazione di una popolazione della steppa pontico-caspica o dell'Armenia e che, si presume, parlasse una lingua indoeuropea.